# Транс-пекоська щуряча змія
Транс-пекоська щуряча змія (Bogertophis subocularis) — неотруйна змія з роду Змія Богерта родини Вужеві. Має 2 підвиди. Отримала назву по місцині Пекос у Техасі.

## Опис
Загальна довжина досягає 1,1—1,6 м. Голова вузька з великими очима. Тулуб витончений, стрункий з дещо кілеватою лускою. Забарвлення коливається від жовтувато—коричневого, бурого або кремового до блідо—жовтого, малюнок утворений темними, Н-подібними плямами уздовж спини. Існує світла форма з маленькими, більш округлими, светлозабарвленими плямами на спині, яка має назву «білявка».

## Спосіб життя
Полюбляє пустельні, напівпустельні області, воліє скелясті ділянки. Активна тільки вночі. Харчується дрібними ссавцями, птахами й ящірками, яких вбиває задушенням.
Це яйцекладна змія. Самиця відкладає від 3 до 11 яєць.

## Розповсюдження
Мешкає у пустелі Чіуауа: південь Техасу та Нью-Мексико — США, на прилеглих територіях Мексики: Чіуауа, Коауїла, Дуранго.

## Підвиди
- Bogertophis subocularis amplinotus
- Bogertophis subocularis subocularis